# 3636 Pajdušáková
3636 Pajdušáková eller 1982 UJ2 är en asteroid i huvudbältet som upptäcktes den 17 oktober 1982 av den tjeckiske astronomen Antonín Mrkos vid Kleť-observatoriet i Tjeckien. Den är uppkallad efter den slovakiska astronomen Ľudmila Pajdušáková.
Asteroiden har en diameter på ungefär 4 kilometer.